# Wissant
Wissant (ndl.: Witzand; übersetzt deutsch Weißsand) ist eine am Ärmelkanal gelegene französische Gemeinde und ein Badeort mit 847 Einwohnern (Stand 1. Januar 2022) im Département Pas-de-Calais in der Region Hauts-de-France.

## Etymologie
Der Ortsname stammt aus dem Altniederfränkischen, Altenglischen oder Altsächsischen. Es ist verwandt mit dem niederländischen bzw. flämischen wit-zand oder dem englischen white sand (weißer Sand) (in der Gegend von Boulogne wurde im 10. Jahrhundert eventuell Altenglisch gesprochen). Viele weitere Namensformen wie Witsant (933), Witsantum (938), Wissanc, Withandum, Wichsand sind überliefert. Schon der Abt Jean d’Ypres von Saint-Bertin erwähnt um 668 „in sombris propoe Wissantium“.

## Geographische Lage und Wirtschaft
Wissant liegt an der Kanalküste in einer zwölf Kilometer weiten Bucht zwischen Cap Gris-Nez und Cap Blanc-Nez. Weite Sandstrände mit Dünen und Naturschutzgebieten tragen zur touristischen Attraktivität des Ortes an der Côte d’Opale bei. Direkt am Strand steigt das Gelände bis auf 150 m an. Der Tidenhub beträgt etwa 6 m. Die Gemeinde gehört zum Regionalen Naturpark Caps et Marais d’Opale.
Der Ort besteht aus folgenden Ortsteilen:
- Averlot
- La Motte Carlin
- Le Colombier
- Le Fort-César oder Motte du Castel
- Estrouannes
- La Motte du Vent
- Gazevert
- Sombres
- Hautes Sombres
- Le Vivier
- La Mine d’Or
- Les Wrimetz
- Herlen (zugleich der Name eines 2,7 km langen Baches[1])

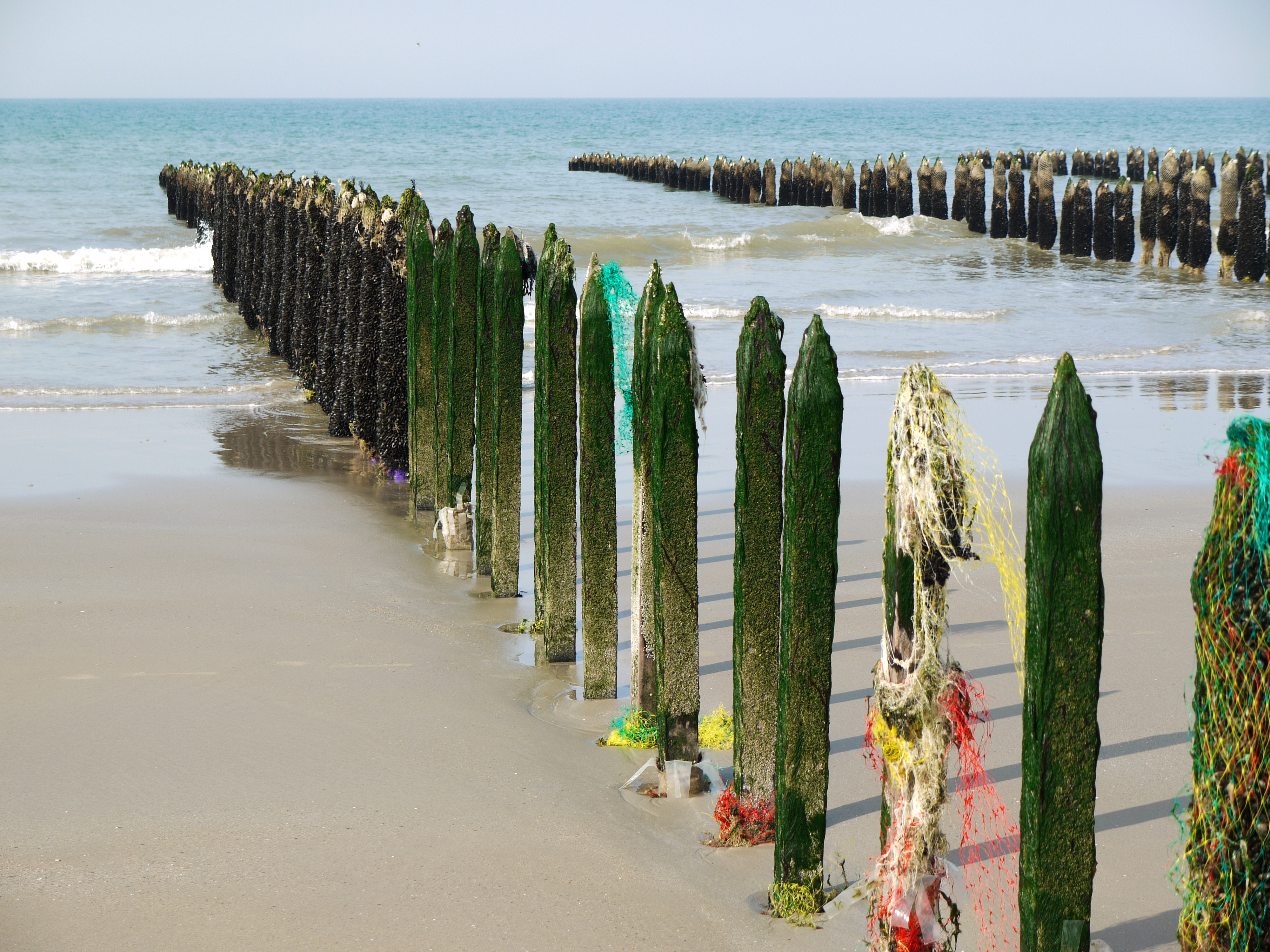
Muschelzaun zur Zucht von Miesmuscheln

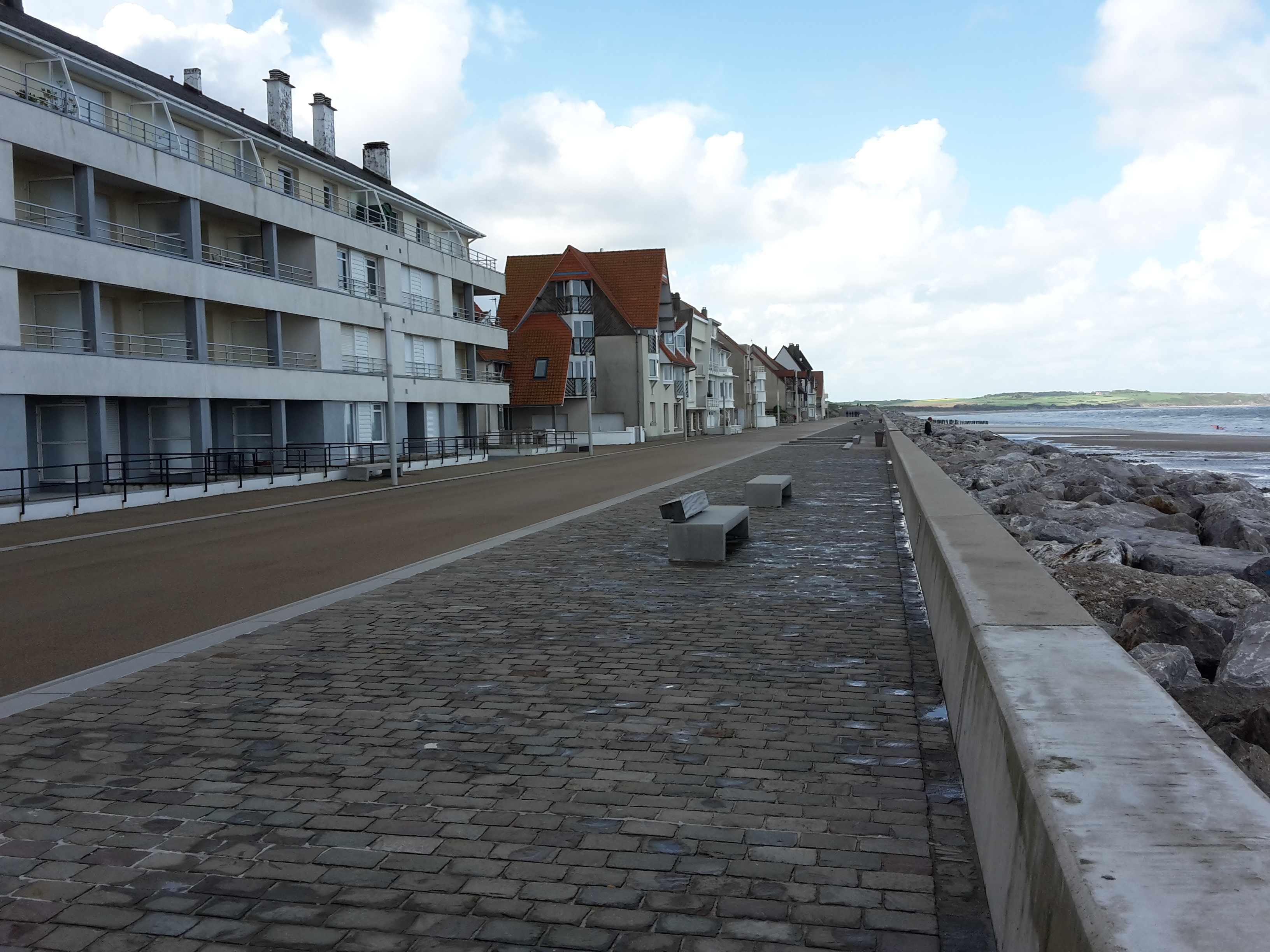
Neu gestaltete Promenade von Wissant

Das Gebiet wird landwirtschaftlich intensiv genutzt (Getreideanbau, Milchwirtschaft, Fleischproduktion, besonders Charolais-Rinder), auch werden regionale Biere gebraut (Blanche de Wissant, Bière des deux Caps). Der Fischfang hat nur noch geringe Bedeutung in Wissant, lediglich ein Flobart, wie das typische offene Fischerboot genannt wird, ist im Einsatz. Vor allem Plattfische (Seezunge) und Krabben werden auf dem Marktplatz fangfrisch an Endverbraucher verkauft. Auf dem Strand in Richtung Cap Griz-Nez werden im großen Stil Mytilusn (Miesmuscheln) für die beliebten moules frites gezüchtet.
Einige kleine Hotels und Pensionen sowie mehrere kleine Restaurants versorgen Touristen und Einheimische. Der kommunale Campingplatz liegt günstig zum Ort, zum Meer wie auch dem angrenzenden Naturschutzgebiet mit einem großen See.
Der Wochenmarkt am Mittwochvormittag bietet zahlreiche regionale Produkte an. In den Sommermonaten findet am Freitag ein kleiner Abendmarkt statt, auf dem die oft ökologischen Erzeugnisse lokaler Anbieter angeboten werden.
In den letzten 60 Jahren – auch als Folge der Zerstörungen während des Krieges und durch den Abbruch des Atlantikwalls – sind etwa 250 Meter der Küste durch Erosion abgetragen worden. Am 19. März 2007 verursachte eine Sturmflut zahlreiche Schäden an der längs des Strandes gelegenen Promenade (5 m). Im Winter 2015 wurde mit den Arbeiten zur Instandsetzung der Steinschüttung an der Promenade begonnen. Diese sollten im Herbst 2015 abgeschlossen werden.

## Geschichte
Man vermutet, dass Wissant das von Cäsar in de bello gallico (Buch VII) erwähnte portus ictius (bzw. itius portus) ist, von dem aus dieser seine Expeditionen nach England unternahm, dessen Kreidefelsenküste mit bloßem Auge gut sichtbar ist (ca. 35 km entfernt). Ictius soll sich von dem vorrömische Begriff Isiu für „bei“ und „vor“ (England gelegen) ableiten.
Im Mittelalter diente Wissant als Hafen für den Schiffsverkehr mit England. Zahlreiche historische Persönlichkeiten werden als Fahrgäste erwähnt. Nachdem englische Truppen unter Eduard III. 1346 und 1647 Calais belagert und erobert hatten, verlor Wissant seinen Rang als wertvoller Stützpunkt. Hafen und Ort wurden von den Invasoren zerstört, damit Wissant den Franzosen nicht mehr als Hafenanlage dienen konnte. Auch nachdem der Ort durch den Vertrag von Brétigny vom 8. Mai 1360 zwischen Johann II. und Eduard III. wieder an Frankreich zurückgefallen war, errang er nicht mehr die alte Bedeutung. Wissant wurde noch mehrfach von den Engländern, auch unter Henry VIII. (1491–1547), niedergebrannt, Einwohner wurden am Galgen hingerichtet (1513, das Kreuz im Nachbarort Hervelinghen, genannt das Kreuz der Gehängten, erinnert daran).
Zahlreiche Sturmfluten, z. B. 1738 und 1777, führten zu schweren Zerstörungen und versandeten den Hafen. Sie veranlassten die Bevölkerung, ihre Häuser an den Hang zu verlegen. Die Fischer fuhren ihre Boote mit Pferdegespannen und später Traktoren auf den flachen Sandstrand. Zahlreiche Streitigkeiten um die Fischgründe wurden mit dem Nachbardorf Audresselles ausgetragen.
1803 erkundete Napoleon Bonaparte die Bucht von Wissant und entwickelte Pläne für die Neuanlage des Hafens, die aber nicht realisiert wurden.
Im Zweiten Weltkrieg wurde Wissant nach der Besetzung Nordfrankreichs im Juni 1940 ein Stützpunkt der deutschen Wehrmacht. Ganz im Süden, größtenteils schon im Westen des Gemeindegebiets des Nachbarortes Audembert, lag das Aèrodrome de Wissant-Audembert, oft auch nur Aèrodrome de Audembert. Später wurde Wissant stark befestigt, da die Deutschen hier die Landung der Alliierten erwarteten. Überreste von Flugplatz und Atlantikwall sind immer noch zu sehen. Im Lokal Chez Nicole zeugen zwei noch heute erhaltene Wandbilder aus der Besatzungszeit mit Kölner Dom und einer Rhein-/Mosellandschaft, die mit Tarnfarben gemalt wurden.

## Sehenswürdigkeiten

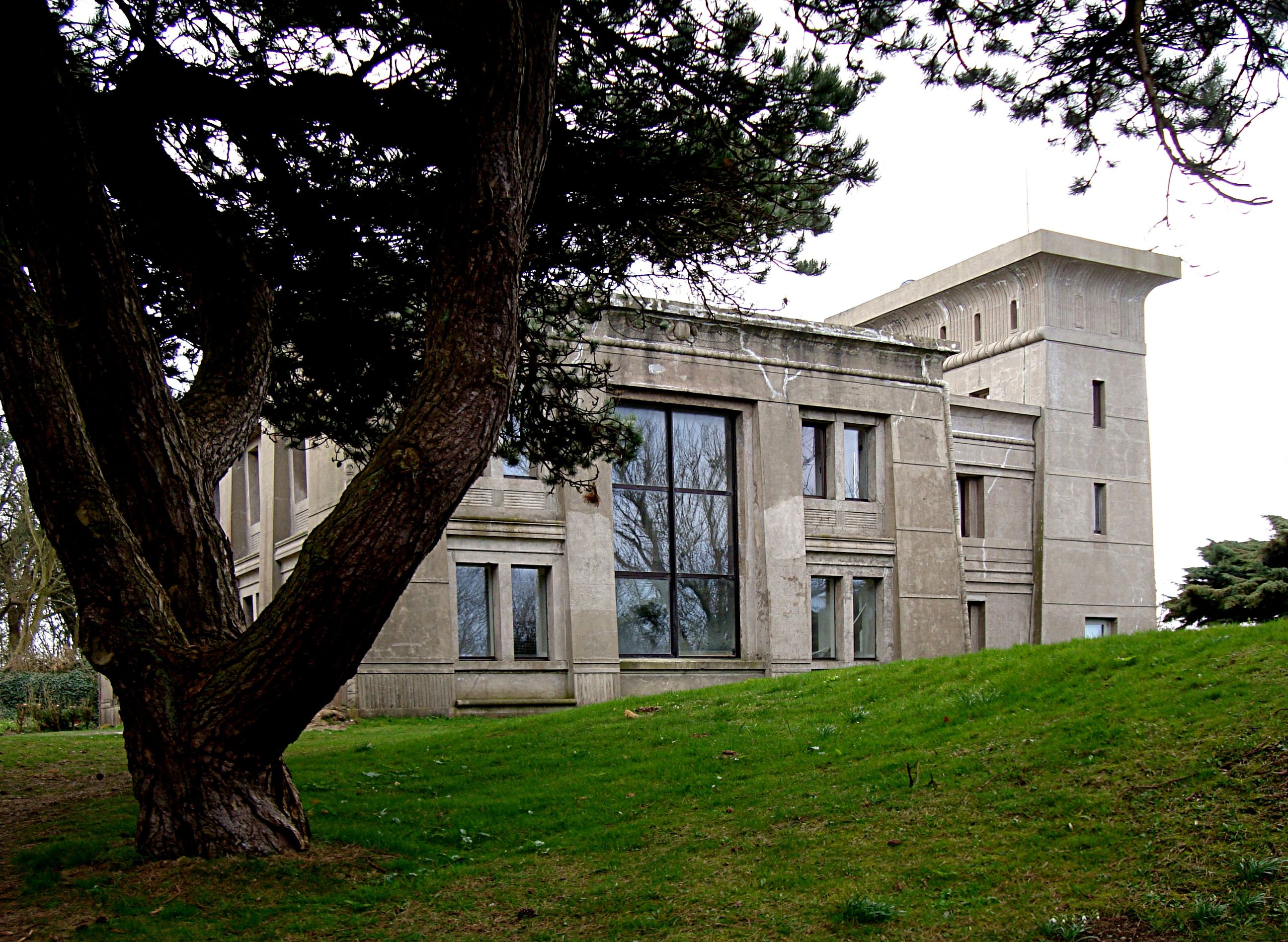
Le Typhonium

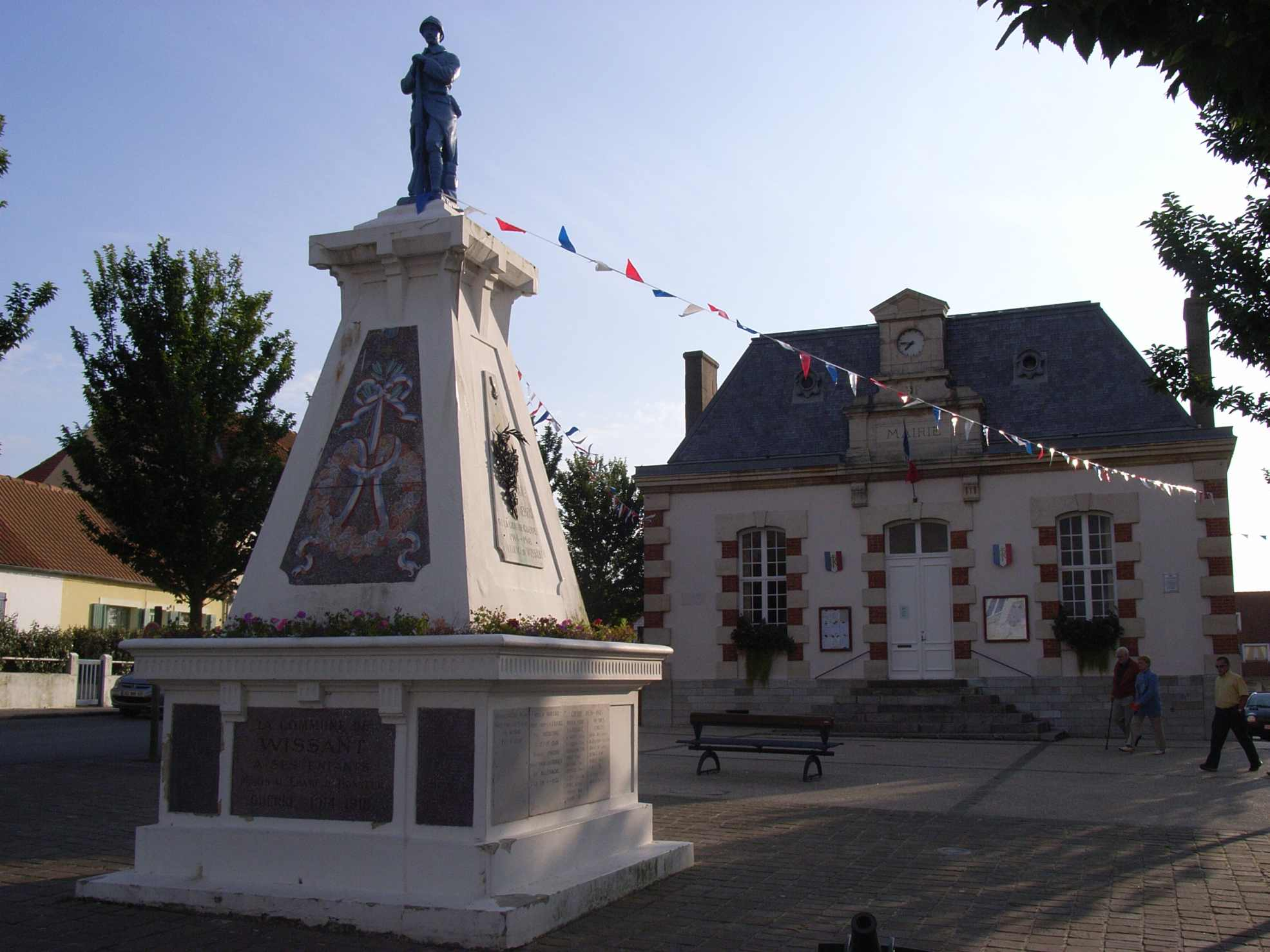
Kriegerdenkmal

- Le Typhonium ist eine 1891 im ägyptischen Stil erbaute Villa des belgischen Architekten Edmond De Vigne, die er für Virginie Demont-Breton und ihren Ehemann errichtete.
- Camp de César (Fort César), ein archäologisch noch nicht erschlossener Hügel oberhalb des Ortes, wahrscheinlich eine Anlage aus dem Mittelalter.
- Die gotische Kirche Saint-Nicolas aus dem 15. Jahrhundert, die im 19. Jahrhundert erweitert wurde
- Mehrere Villen aus dem 19. und frühen 20. Jahrhundert
- Kriegerdenkmal vor dem Rathaus

## Museum
- Musée de Moulin (ehemalige Wassermühle am Herlen)

## Feste
- Fête du Flobart im August, ein Umzug mit den traditionellen Fischerbooten

## Persönlichkeiten

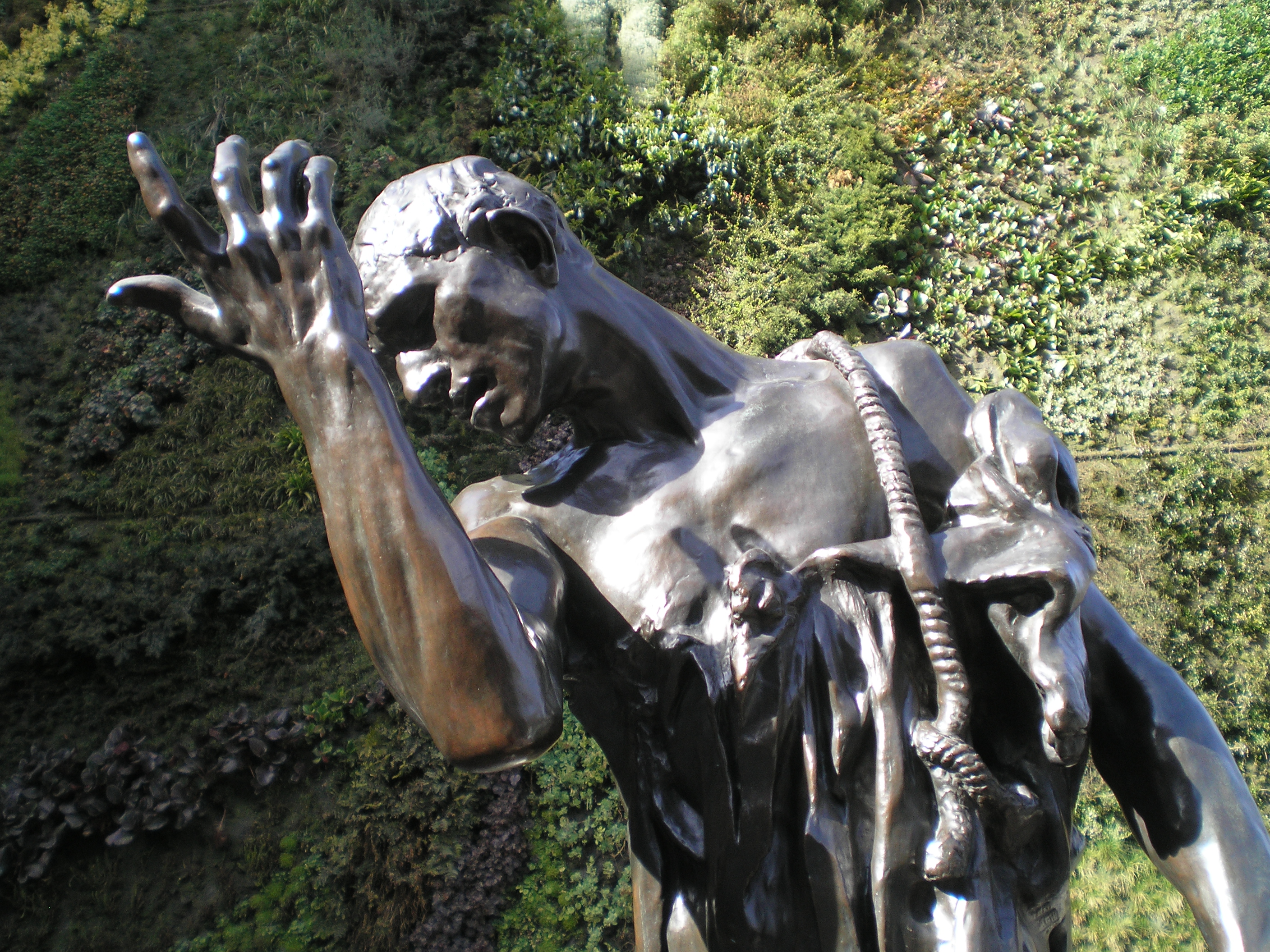
Pierre de Wissant von Auguste Rodin

Pierre de Wissant, Domherr an der Kathedrale von Laon und Stifter des nach ihm benannten Altars, und sein Bruder Jacques stellten sich mit vier weiteren Bürgern freiwillig im Hundertjährigen Krieg bei der Belagerung von Calais als Geiseln zur Verfügung. Sie sollen am 4. August 1347 barfuß, nur mit einem Hemd bekleidet und einem Strick um den Hals, vor den englischen König getreten sein, der beabsichtigt habe, sie zur Vergeltung für die Verluste seiner Belagerungstruppe hinrichten zu lassen. Nur die Bitte der ebenfalls anwesenden englischen Königin Philippa von Hennegau soll die sechs Männer gerettet haben. Auguste Rodin hat dies Ereignis zum Vorbild für seine berühmte Plastik Die Bürger von Calais (1889) genommen.

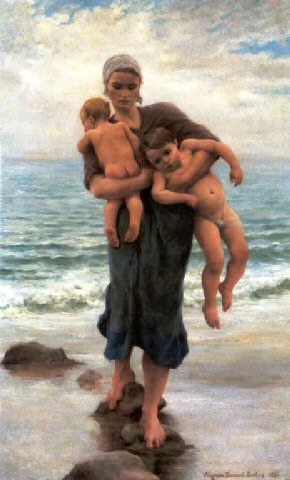
Virginie Demont-Breton: Fischersfrau kommt von Baden ihrer Kinder zurück

In den 1880er/1890er Jahren entstand in Wissant eine Schule der naturalistischen Freilicht- und Genremalerei, die durch ihre Bilder des Dorfes und der Landschaft rund um den Herlen sowie durch Studien des Alltags der Fischer bekannt wurde. Zu den Malern dieser École de Wissant gehörten Virginie Demont-Breton (1859–1935) und ihr Ehemann Adrien Demont (1851–1928) sowie Pierre Carrier-Belleuse (1851–1932) und Fernand Stiévenart (1862–1922). 
Auch Francis Tattegrain (1852–1915) verbrachte hier den Sommer.
Der französische Staatspräsident Charles de Gaulle besaß in Wissant ein kleines Ferienhaus, das heute noch steht. Eine Tafel erinnert an den berühmten Feriengast.

## Sport
Wissant ist beliebter Ausgangsort für Wanderungen durch das hügelige Hinterland oder entlang der Küste, teilweise nicht ungefährliche Touren an der Steilküste in Richtung Cap Blanc-Nez. Für Radsportler (auch Mountainbiker) bietet die Region zahlreiche Strecken mit teils starken Steigungen mit Aussichtspunkten auf schöne Panoramen. Viele Strecken sind ausgeschildert.
Bei erfahrenen Kitesurfern und Windsurfern ist die Bucht sehr beliebt, besonders bei stärkeren Winden. Für Anfänger ist sie wegen Wellengang, Strömung und zumeist kräftigem Wind weniger geeignet. Kajakfahren auf dem Meer und Strandsegeln werden angeboten. Für Wellenreiten ist die Brandung kaum geeignet, aber gelegentlich sieht man Longboardsurfer, die stehend und mit Unterstützung eines Paddels herumfahren und auch versuchen, auf der Welle zu reiten (Stand Up Paddle Surfing).
Ein Teil des Naturschutzsees ist für Angler geöffnet. Meeresangeln lohnt sich erst bei Cap Gris-Nez, wird seit 2011 aber auch von der Kaimauer aus betrieben.
An schönen Tagen ist der weitläufige Strand oft sehr gut besucht. Je nach Gezeitenstand variiert die nutzbare Fläche stark. 